# Ginásio Municipal de Esportes Vereador Pedro Ezequiel da Silva
O Ginásio Municipal de Esportes Vereador Pedro Ezequiel da Silva é um ginásio poliesportivo localizado no bairro do Jardim Planalto, no município de Valinhos, no estado de São Paulo, Brasil, com capacidade para 3.500 espectadores. É palco das partidas de voleibol do Renata Valinhos/Country

## Histórico
No ano de 2013 sediou o XXIV Campeonato Brasileiro de Kung Fu/Wushu, e participaram da abertura desta competição Chen Xi, na época o cônsul geral da China,também presentes: Hu Ying,consulesa geral adjunta, Li Sining, e o cônsul das comunidades chinesas, entre outras vinte e duas autoridades do corpo consular chinês.
Na temporada de 2016 abrigou a XV edição do Campeonato Brasileiro de Seleções Estaduais de Luta de Braço, etapa que concedia índice para a participação do XXXVIII Campeonato Mundial da modalidade realizado na Bulgária.No mesmo ano ocorreu neste ginásio amistosos entre a equipe do Renata Valinhos/Country e a Seleção Camaronesa de Voleibol Feminino, esta última se preparando para os Jogos Olímpicos de Verão de 2016.No mesmo ano foi palco da preparação da Seleção Brasileira de Basquetebol Feminino para a supracitada olimpíada.